# Vuelta a Castilla y León 2008
La Vuelta a Castilla y León 2008, ventitreesima edizione della corsa, si svolse in cinque tappe dal 24 al 28 marzo 2008, per un percorso totale di 630,1 km. Fu vinto dallo spagnolo Alberto Contador terminò la gara in 15h57'37".

## Tappe
| Tappa  | Data     | Percorso                                                 | km    | Vincitore di tappa | Leader cl. generale |
| ------ | -------- | -------------------------------------------------------- | ----- | ------------------ | ------------------- |
| 1ª     | 24 marzo | Valsaín > La Granja de San Ildefonso (cron. individuale) | 9,7   | Alberto Contador   | Alberto Contador    |
| 2ª     | 25 marzo | Segovia > Avila                                          | 141,7 | Karsten Kroon      | Alberto Contador    |
| 3ª     | 26 marzo | Valladolid > Villa del Libro de Urueña                   | 159,9 | Francisco Ventoso  | Alberto Contador    |
| 4ª     | 27 marzo | Carrión de los Condes > Montaña Palentina                | 160,8 | Alberto Contador   | Alberto Contador    |
| 5ª     | 28 marzo | Guardo > Riaño                                           | 158   | Koldo Fernández    | Alberto Contador    |
| Totale | Totale   | Totale                                                   | 630,1 |                    |                     |

## Squadre e corridori partecipanti
| N.    | Cod. | Squadra                          |
| ----- | ---- | -------------------------------- |
| 1-8   | AST  | Astana Team                      |
| 11-18 | EUS  | Euskaltel-Euskadi                |
| 21-28 | GCE  | Caisse d'Epargne                 |
| 31-38 | SDV  | Saunier Duval-Scott              |
| 41-48 | RAB  | Rabobank                         |
| 51-58 | CSC  | Team CSC                         |
| 61-68 | SLB  | Sport Lisboa e Benfica           |
| 71-78 | TSL  | Team Slipstream-Chipotle p/b H30 |

| N.      | Cod. | Squadra                          |
| ------- | ---- | -------------------------------- |
| 81-88   | SDA  | Serramenti Diquigiovanni-Androni |
| 91-98   | BAR  | Barloworld                       |
| 101-108 | ACA  | Andalucía-Cajasur                |
| 111-118 | KGZ  | Karpin Galicia                   |
| 121-128 | SPI  | Extremadura-Grupo Gallardo       |
| 131-138 | GNM  | Contentpolis-Murcia              |
| 141-148 | ORB  | Orbea-Oreka S.D.A.               |
| 151-158 | VMC  | Burgos Monumental                |

## Resoconto degli eventi
Alberto Contador tenne la corsa in pugno sin dall'inizio, conquistando il primato già nella cronometro di apertura dopo aver battuto il compagno di squadra Levi Leipheimer per quattro secondi. Amministrò il vantaggio, assistito dei suoi gregari dell'Astana, nelle due tappe successive, entrambe assai combattute ma terminate allo sprint, e vinte rispettivamente dall'olandese Karsten Kroon e dal velocista spagnolo Francisco Ventoso, dando poi una dimostrazione di superiorità nella quarta, durissima tappa quando, dopo aver resistito agli attacchi di Soler, vincitore del Gran Premio della Montagna al passato Tour de France. Sulla salita conclusiva se ne andò da solo a circa due chilometri dal traguardo.
L'ultima tappa non fu semplice per il madrileno: la presenza di Samuel Sánchez (Euskaltel-Euskadi), ben piazzato in classifica generale, tra gli attaccanti di giornata costrinse l'Astana ad un inseguimento coronato con successo, grazie anche all'aiuto di altre squadre tra cui la Saunier Duval-Scott, soltanto ad una decina di chilometri dal traguardo. L'Euskaltel si prese una parziale rivincita grazie allo sprint di Koldo Fernández, vincitore della tappa conclusiva qui come alla Vuelta a Murcia.
Contador si aggiudicò pure la classifica della Combinata, mentre il giovane spagnolo Ivan Melero vinse quella degli scalatori. La vittoria nella classifica a punti andò a Thomas Dekker, il quale salì sul podio anche come membro della Rabobank, terminata al vertice della graduatoria a squadre.

## Dettagli delle tappe

### 1ª tappa
- 24 marzo: Valsaín > La Granja de San Ildefonso – Cronometro individuale – 9,7 km

Risultati
| Pos. | Corridore        | Squadra     | Tempo  |
| ---- | ---------------- | ----------- | ------ |
| 1    | Alberto Contador | Astana Team | 11'39" |
| 2    | Levi Leipheimer  | Astana Team | a 4"   |
| 3    | Thomas Dekker    | Rabobank    | a 13"  |

| Pos. | Corridore        | Squadra     | Tempo  |
| ---- | ---------------- | ----------- | ------ |
| 1    | Alberto Contador | Astana Team | 11'39" |
| 2    | Levi Leipheimer  | Astana Team | a 4"   |
| 3    | Thomas Dekker    | Rabobank    | a 13"  |

### 2ª tappa
- 25 marzo: Segovia > Avila – 141,7 km

Risultati
| Pos. | Corridore     | Squadra  | Tempo    |
| ---- | ------------- | -------- | -------- |
| 1    | Karsten Kroon | Team CSC | 3h30'19" |
| 2    | Thomas Dekker | Rabobank | s.t.     |
| 3    | Bauke Mollema | Rabobank | s.t.     |

| Pos. | Corridore        | Squadra     | Tempo    |
| ---- | ---------------- | ----------- | -------- |
| 1    | Alberto Contador | Astana Team | 3h41'58" |
| 2    | Levi Leipheimer  | Astana Team | a 4"     |
| 3    | Thomas Dekker    | Rabobank    | a 13"    |

### 3ª tappa
- 26 marzo: Valladolid > Villa del Libro de Urueña – 159,9 km

Risultati
| Pos. | Corridore         | Squadra   | Tempo    |
| ---- | ----------------- | --------- | -------- |
| 1    | Francisco Ventoso | Andalucia | 4h22'54" |
| 2    | Samuel Sánchez    | Euskaltel | s.t.     |
| 3    | Edgar Pinto       | Benfica   | s.t.     |

| Pos. | Corridore        | Squadra     | Tempo    |
| ---- | ---------------- | ----------- | -------- |
| 1    | Alberto Contador | Astana Team | 8h04'52" |
| 2    | Levi Leipheimer  | Astana Team | a 4"     |
| 3    | Thomas Dekker    | Rabobank    | a 13"    |

### 4ª tappa
- 27 marzo: Carrión de los Condes > Montaña Palentina – 160,8 km

Risultati
| Pos. | Corridore        | Squadra     | Tempo    |
| ---- | ---------------- | ----------- | -------- |
| 1    | Alberto Contador | Astana Team | 3h54'17" |
| 2    | Mauricio Soler   | Barloworld  | a 11"    |
| 3    | Thomas Dekker    | Rabobank    | a 33"    |

| Pos. | Corridore        | Squadra     | Tempo     |
| ---- | ---------------- | ----------- | --------- |
| 1    | Alberto Contador | Astana Team | 11h59'09" |
| 2    | Mauricio Soler   | Barloworld  | a 39"     |
| 3    | Thomas Dekker    | Rabobank    | a 46"     |

### 5ª tappa
- 28 marzo: Guardo > Riaño – 158 km

Risultati
| Pos. | Corridore         | Squadra   | Tempo    |
| ---- | ----------------- | --------- | -------- |
| 1    | Koldo Fernández   | Euskaltel | 3h58'28" |
| 2    | Thomas Dekker     | Rabobank  | s.t.     |
| 3    | Francisco Ventoso | Andalucia | s.t.     |

| Pos. | Corridore        | Squadra     | Tempo     |
| ---- | ---------------- | ----------- | --------- |
| 1    | Alberto Contador | Astana Team | 15h57'37" |
| 2    | Mauricio Soler   | Barloworld  | a 39"     |
| 3    | Thomas Dekker    | Rabobank    | a 46"     |

## Classifiche finali

### Classifica generale
| Pos. | Corridore             | Squadra        | Tempo     |
| ---- | --------------------- | -------------- | --------- |
| 1    | Alberto Contador      | Astana         | 15h57'37" |
| 2    | Mauricio Soler        | Barloworld     | a 39"     |
| 3    | Thomas Dekker         | Rabobank       | a 46"     |
| 4    | Levi Leipheimer       | Astana Team    | a 1'09"   |
| 5    | Denis Menchov         | Rabobank       | a 1'23"   |
| 6    | Bauke Mollema         | Rabobank       | a 1'30"   |
| 7    | Moisés Dueñas         | Barloworld     | a 1'40"   |
| 8    | Sergio Pardilla       | Burgos         | a 1'42"   |
| 9    | Ezequiel Mosquera     | Karpin Galicia | a 1'55"   |
| 10   | Christian Vande Velde | Slipstream     | s.t.      |

### Classifica a punti
| Pos. | Corridore              | Squadra     | Punti |
| ---- | ---------------------- | ----------- | ----- |
| 1    | Thomas Dekker          | Rabobank    | 72    |
| 2    | Alberto Contador       | Astana Team | 62    |
| 3    | Francisco José Ventoso | Andalucia   | 41    |
| 4    | Mauricio Soler         | Barloworld  | 38    |
| 5    | Koldo Fernández        | Euskaltel   | 35    |

### Classifica scalatori
| Pos. | Corridore         | Squadra      | Punti |
| ---- | ----------------- | ------------ | ----- |
| 1    | Ivan Melero       | Orbea        | 17    |
| 2    | Alberto Contador  | Astana Team  | 10    |
| 3    | Enrique Salgueiro | Extremadura  | 9     |
| 4    | Mauricio Soler    | Barloworld   | 8     |
| 5    | Xabier Zandio     | C. d'Epargne | 8     |

### Classifica combinata
| Pos. | Corridore        | Squadra     | Punti |
| ---- | ---------------- | ----------- | ----- |
| 1    | Alberto Contador | Astana Team | 3     |
| 2    | Mauricio Soler   | Barloworld  | 3     |
| 3    | Thomas Dekker    | Rabobank    | 3     |
| 4    | Denis Menchov    | Rabobank    | 3     |
| 5    | Levi Leipheimer  | Astana Team | 3     |

### Classifica a squadre - Numero azzurro
| Pos. | Squadra             | Tempo     |
| ---- | ------------------- | --------- |
| 1    | Rabobank            | 47h55'59" |
| 2    | Barloworld          | a 1'56"   |
| 3    | Saunier Duval-Scott | a 3'18"   |
| 4    | Team CSC            | a 3'35"   |
| 5    | Benfica             | a 3'47"   |